# Ступишино (Кемеровская область)
Ступишино — село в Тяжинском районе Кемеровской области. Административный центр Ступишинского сельского поселения.

## География
Центральная часть населённого пункта расположена на высоте 205 м над уровнем моря.

## Население
| 2010 |
| ---- |
| 541  |

### Половой состав
По данным Всероссийской переписи населения 2010 года, в селе Ступишино проживало 541 человек (255 мужчин, 286 женщин).